# نادیفلوکساسین
نادیفلوکساسین(به انگلیسی: Nadifloxacin) (INN، با نام‌های تجاری Acuatim ، Nadiflox ، Nadoxin ، Nadixa ، Activeon ) یک آنتی بیوتیک فلوروکینولونی موضعی برای درمان آکنه است. همچنین برای درمان عفونت‌های باکتریایی پوست استفاده می‌شود. 

## عوارض جانبی
در طی درمان برخی از بیماران ممکن است عوارض جانبی عمدتاً در پوست و بافت زیر جلدی ایجاد کند، مانند: سوزش و خارش (شایعترین عارضه جانبی) ، درماتیت تماسی، خشکی و سوزش پوست.